# Cukrovinka

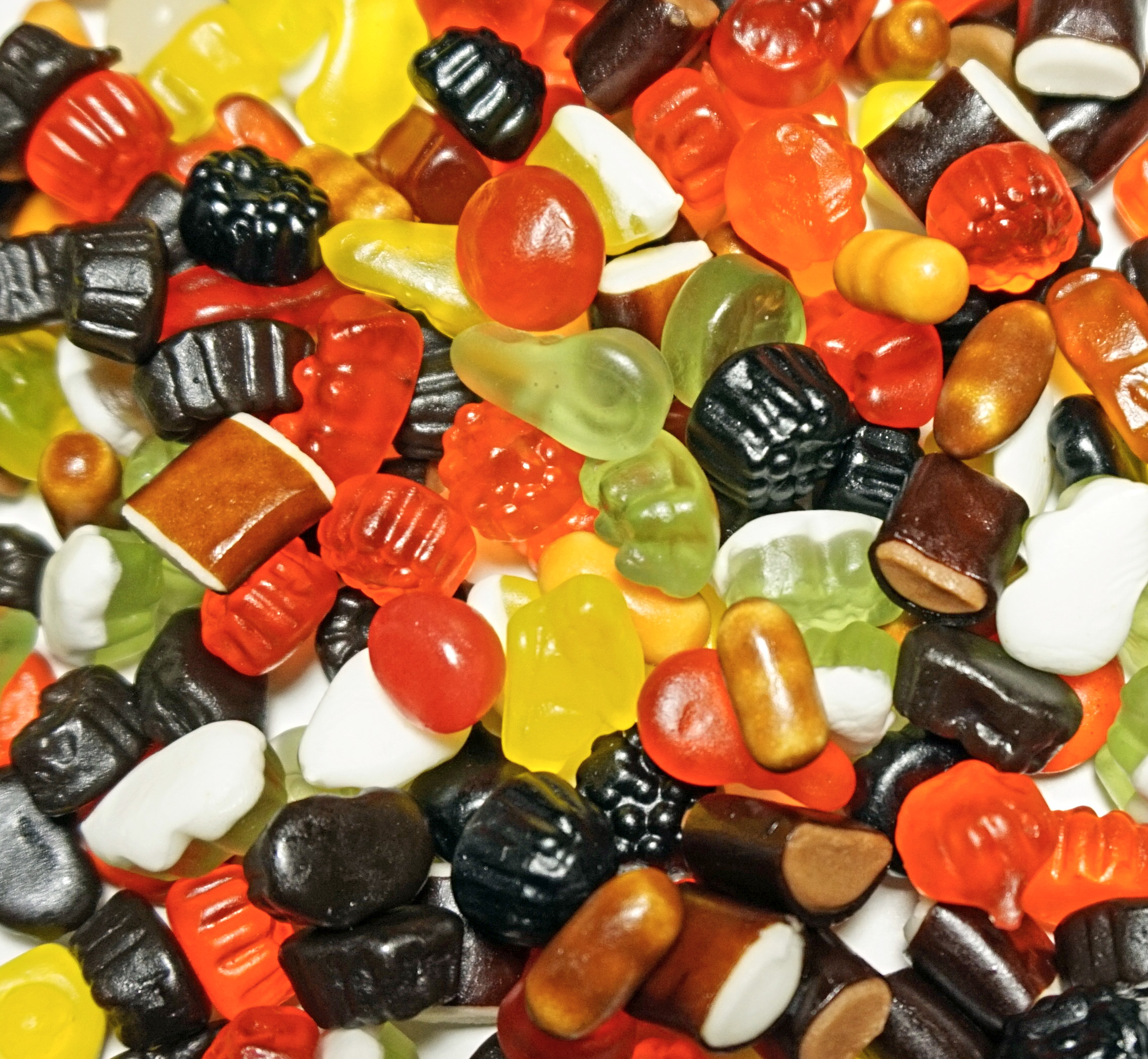
Různé druhy cukrovinek Haribo

Cukrovinka je označení pro potravinu, jejichž základní složku tvoří přírodní sladidla nebo sladidla (vyhláška 304/2004 Sb.). Česká legislativa neřadí mezi cukrovinky čokoládu a čokoládové bonbóny.

## Druhy cukrovinek
Mezi cukrovinky se řadí:
- karamely – cukrovinky tvárlivé konzistence, do určité míry žvýkací, s různou příchutí
- dražé
- želé
- marcipán
- rahat (škrobové želé různých tvarů obalené směsí práškového cukru a škrobu)
- turecký med
- chalva
- lékořicové cukrovinky
- fondánové cukrovinky – cukrovinky polotuhé až tuhé konzistence z cukerné hmoty
- komprimáty – cukrovinky vyráběné lisováním práškovitých směsí
- žvýkačky
- dropsy
- roksy
- furé – tvrdé cukrovinky obsahující uvnitř minimálně 13 % polotuhé nebo tekuté náplně
- pěnové cukrovinky (marshmallow)

## Výroba
Cukrovinky jsou vyráběny buďto průmyslově, nebo mohou být připravovány i manuálně v cukrárnách či pekárnách. Řemeslo zabývající se výrobou cukrovinek se nazývá cukrářství. Příbuzným oborem je pak pekařství.
Mezi největší české výrobce cukrovinek patřila např. firma Orion, založená Františkem Maršnerem na konci 19. století.